# Mijn Keuken Mijn Restaurant
Mijn keuken Mijn restaurant was een televisieprogramma dat vanaf 3 maart 2020 van start gaat op de Vlaamse televisiezender VTM. In dit programma gaan 10 hobbykokduo's, verdeeld in 2 groepen van 5 duo's, bij elkaar dineren, aangevuld met de juryleden Sergio Herman en Marcello Ballardin. Tijdens elk diner geven de niet-kokende duo's en de jury punten aan het duo dat die avond aan de beurt is. Na deze fase valt telkens het duo af dat het minste punten heeft in zijn groep.
Hierdoor is het programma te vergelijken met My Kitchen Rules uit Australië.

## Eerste Ronde
| Duo                 | Punten |
| ------------------- | ------ |
| Dries en Charlotte  | 62     |
| Jasmina en Deborah  | 70     |
| Claudia en Pino     | 67     |
| Mira en Anne-Sophie | 92     |
| Stijn en Glen       | 53     |

| Duo                  | Punten |
| -------------------- | ------ |
| Seb en Simon         | 58     |
| Lorenzo en Ayse      | 69     |
| Dominique en Wendy   | 50     |
| Charlotte en Charlot | 48     |
| Kim en Charlotte     | 46     |

(Winnaars van deze ronde zijn vetgedrukt)

## Battles
Tijdens de battles moeten 2 duo's het tegen elkaar opnemen en zo de beste punten scoren. Wie het meeste punten scoort, mag een restaurant openen in de volgende ronde. De jury bestond, naarst Sergio Herman en Marcelo Ballardin, uit Sofie Dumont, Loic Van Impe, Piet Huysentruyt en Anne-Sophie Breysem.
| Battle   | Duo                 | Punten | Duo                  | Punten |
| -------- | ------------------- | ------ | -------------------- | ------ |
| Battle 1 | Lorenzo en Ayse     | 41     | Dries en Charlotte   | 32     |
| Battle 2 | Jasmina en Deborah  | 30     | Seb en Simon         | 20     |
| Battle 3 | Dominique en Wendy  | 35     | Claudia en Pino      | 43     |
| Battle 4 | Mira en Anne-Sophie | 45     | Charlotte en Charlot | 32     |

(Winnaars van deze ronde zijn vetgedrukt)

## Ronde 3[3]
De vier restaurants openen hun deuren op elk hun speciale plaats. Bij elke servies mogen de klanten punten geven en de score mogen ze op de deur van hun restaurant hangen. Na drie serviezen werd besloten dat twee duo's rechtstreeks door mogen naar de volgende ronde (Claudio en Pino en Jasmina en Deborah) en dat de andere twee duo's het tegen elkaar moeten opnemen in hun misschien wel laatste servies.
De jury die besliste welk restaurant moest sluiten waren Sofie Dumont, Loic Van Impe, Piet Huysentruyt en Anne-Sophie Breysem. Na vier serviezen moesten Mira en Anne-Sophie hun restaurant VUUR sluiten.
| Stad     | Plaats                 | Restaurant | Duo                 |
| -------- | ---------------------- | ---------- | ------------------- |
| Hasselt  | Brandweerkazerne       | Pinokkio   | Claudia en Pino     |
| Oostende | Vismijn                | Pistache   | Jasmina en Deborah  |
| Mechelen | Klooster               | Bar Nazar  | Lorenzo en Ayse     |
| Aalst    | Elektriciteitscentrale | Vuur       | Mira en Anne-Sophie |

(Winnaars van deze ronde zijn vetgedrukt)

## Halve finale
Vanaf nu strijden er nog maar drie restaurants voor de som van 50 000 euro. Na het serveren van hun nieuwe menu aan Sergio en Marcello beslisten zij dat Lorenzo en Ayse doorgaan naar de finale. De andere twee duo's streden in de volgende service tegen elkaar om een plaats in de finale. De jury die besliste welk restaurant moest sluiten waren opnieuw Sofie Dumont, Loic Van Impe, Piet Huysentruyt en Anne-Sophie Breysem. Uiteindelijk sloot het restaurant Pinokkio van Claudio en Pino. 
| Stad     | Plaats           | Duo                |
| -------- | ---------------- | ------------------ |
| Hasselt  | Brandweerkazerne | Claudia en Pino    |
| Oostende | Vismijn          | Jasmina en Deborah |
| Mechelen | Klooster         | Lorenzo en Ayse    |

(Winnaars van deze ronde zijn vetgedrukt)

## Finale
In de finale strijden Jasmina en Deborah tegen Lorenzo en Ayse voor de prijs van 50 000 euro.
| Stad     | Plaats   | Duo                |
| -------- | -------- | ------------------ |
| Oostende | Vismijn  | Jasmina en Deborah |
| Mechelen | Klooster | Lorenzo en Ayse    |